# Занде (народ)

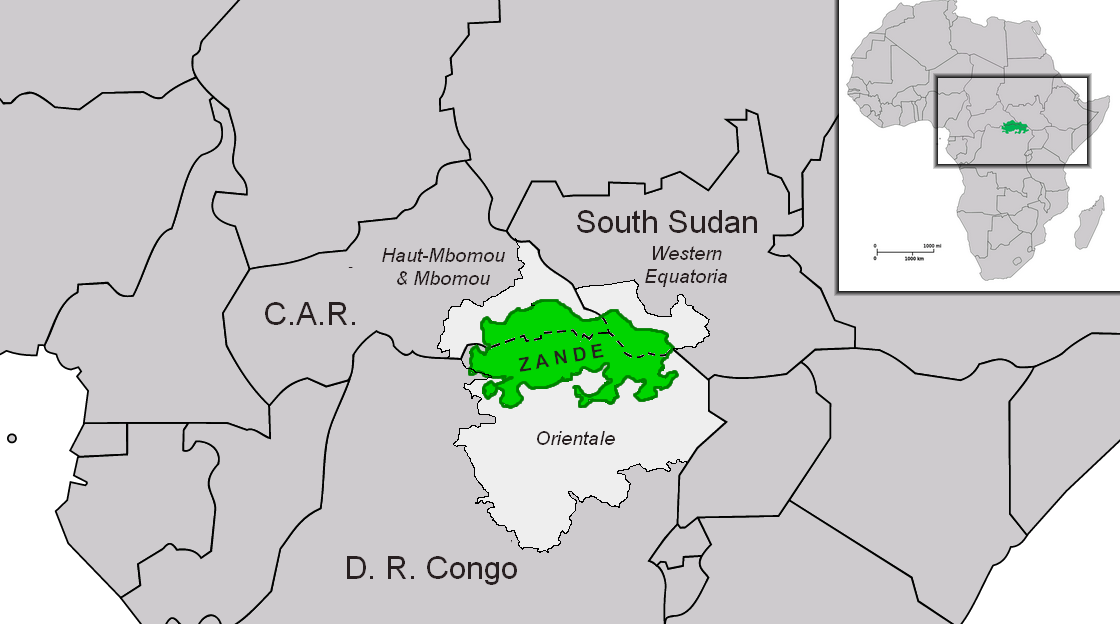
Территория расселения.

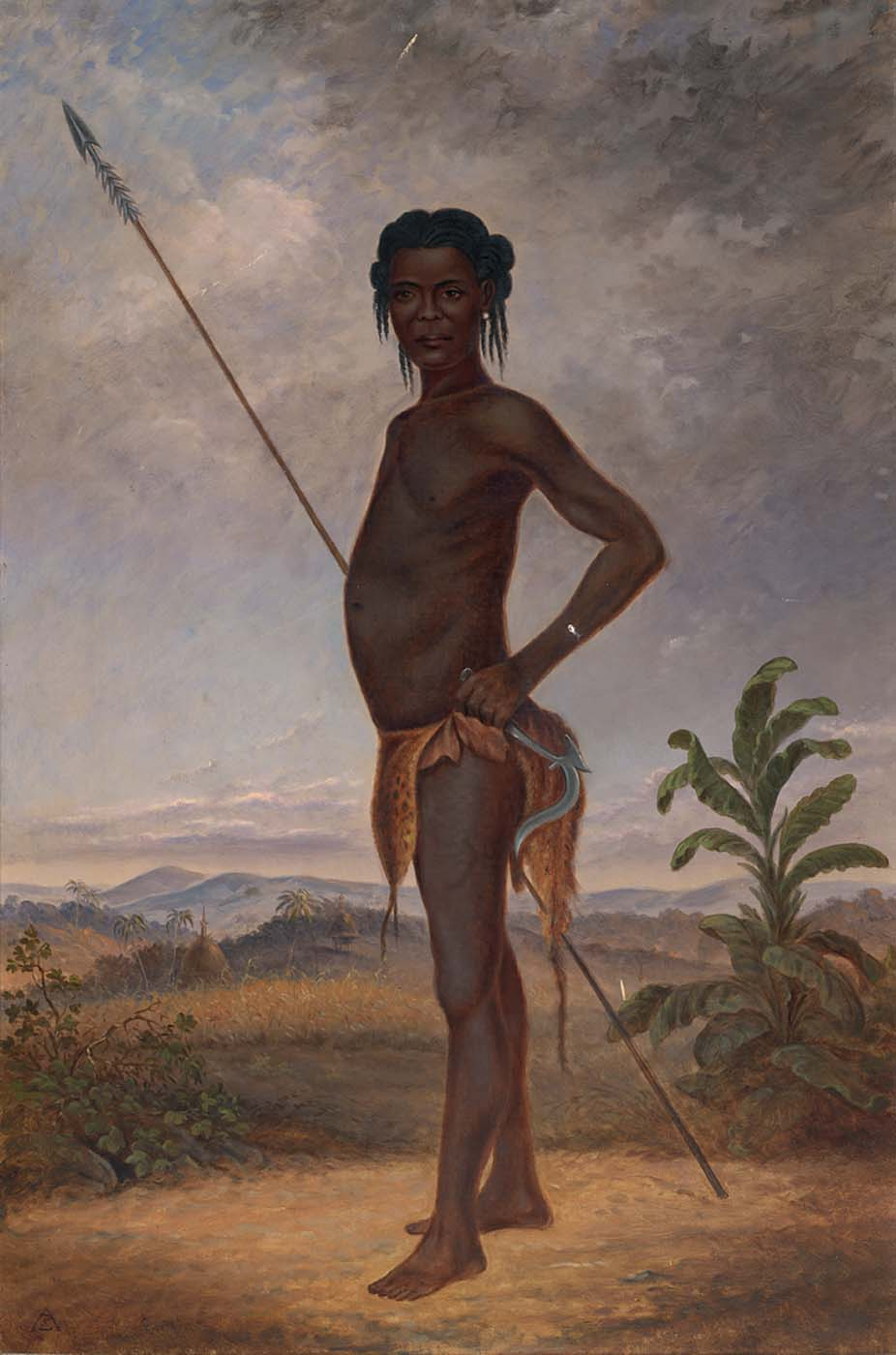
Воин занде с копьём и метательным ножом кпингой. Рис. Антонио Дзено Шиндлера (1893)

За́нде (азанде, асанде, санде, базенда, ньямньям; самоназвание — аза́нде) — народ севера Центральной Африки. По оценкам различных источников, их численность составляет от 1 до 4 миллионов. Занде живут в основном в северо-восточной части Демократической Республики Конго, на западе Южного Судана и в юго-восточной части Центральноафриканской Республики. Занде Конго живут в Восточной провинции, вдоль реки Уэле, центральноафриканские живут в районах Рафаи и Обо.
Занде говорят на языке занде, который принадлежит убангийской ветви адамава-убангийской подсемьи саваннской (гур-убангийской) семьи нигеро-кордофанской макросемьи языков. Большинство занде традиционно практикует местные анимистические верования, но в последнее время большое количество людей обратилось в христианство. В XVIII—XIX веках существовал единый союз племён занде во главе с верховным вождём.
Современные занде в основном — мелкие фермеры. Они выращивают кукурузу, рис, арахис, кунжут, маниок и сладкий картофель, сорго. Занде производят пальмовое и кунжутное масло. Некоторые занде занимаются скотоводством.
В конце XIX века исследованием занде занимался российский путешественник В. В. Юнкер, опубликовавший свои результаты в Германии.